# La Garganta
La Garganta – gmina w Hiszpanii, w prowincji Cáceres, w Estramadurze, o powierzchni 24,08 km². W 2011 roku gmina liczyła 477 mieszkańców.